# Честерфилд (Миссури)
Честерфилд (англ. Chesterfield) — город в округе Сент-Луис в Миссури в Соединённых Штатах Америки; западный пригород Сент-Луиса.
По данным переписи 2020 года население составляло 49 999 человек, что делает его 14-м по численности населения городом штата.

## География
Честерфилд расположен примерно в 25 милях (40 км) к западу от Сент-Луиса. По данным Бюро переписи населения США, общая площадь города составляет 33,52 квадратных мили (86,82 км2), из которых 31,78 квадратных миль (82,31 км2) — это суша, а 1,74 квадратных мили (4,51 км2) — вода.

## История
Земля где был построен Честерфилд была местом проживания коренных американцев на протяжении тысяч лет в доколумбову эпоху. Место в западном Честерфилде, содержащее произведения искусства и резьбу, датируется возрастом 4000 лет. Место в Миссисипи, датируемое примерно 1000 годом, содержащее остатки того, что было идентифицировано как рынок и церемониальный ритуальный центр, также находится на территории современного Честерфилда.
Широкая долина Честерфилда, в пойме реки Миссури, изначально была названа европейскими колонистами «Гамбо-Флэтс» (англ. Gumbo Flats), из-за местной почвы, которая, хотя и была очень богатой и илистой, чем очень напоминала гумбо — блюдо американской кухни. Здесь в реку Миссури впадают несколько небольших ручьев (Кокс-Крик и Бономм-Крик). 
В 1993 году во время Великого наводнения часть территории города была затоплена. Более высокие дамбы, построенные с тех пор, привели к заметному коммерческому развитию долины. В долине Честерфилда находится аэропорт, используемый для корпоративной авиации, а также самый длинный в Америке открытый торговый центр.